# Stefania
A Stefania  a kétéltűek (Amphibia) osztályába, a békák (Anura) rendjébe és a Hemiphractidae családba tartozó nem.

## Rendszerezés
A nembe az alábbi 19 fajt sorolják:
- Stefania ackawaio
- Stefania ayangannae
- Stefania breweri
- Stefania coxi
- Stefania evansi
- Stefania ginesi
- Stefania goini
- Stefania marahuaquensis
- Stefania neblinae
- Stefania oculosa
- Stefania percristata
- Stefania riae
- Stefania riveroi
- Stefania roraimae
- Stefania satelles
- Stefania scalae
- Stefania schuberti
- Stefania tamacuarina
- Stefania woodleyi